# Élections législatives ukrainiennes de 1998
Des élections législatives ukrainiennes se tiennent le 29 mars 1998. Elles visent à élire un nouveau Parlement (la Rada). Le scrutin voit arriver en tête le Parti communiste d'Ukraine, en progression par rapport au précédent scrutin de 1994.

## Mode de scrutin
Ces élections législatives ont pour objet d’élire les 450 députés de la Verkhovna Rada Oukraïny, le parlement unicaméral d'Ukraine, pour un mandat de quatre ans. La moitié d'entre eux sont élus au scrutin majoritaire, et l'autre moyen au scrutin proportionnel.

## Résultats

### Au niveau national
Du fait d’irrégularités, cinq candidats élus au scrutin majoritaire voient leur élection annulée, ce qui réduit le nombre de députés élus de 450 à 445.
|                           | Parti communiste d'Ukraine | 6 550 353 | 24,65 |   | 84  | 38  | 122 | 36  |  |  |
|                           | Mouvement populaire d'Ukraine                                                                                                  | 2 498 262 | 9,40  |   | 32  | 14  | 46  | 26  |  |  |
|                           | Parti socialiste - Parti paysan * Parti socialiste d'Ukraine * Parti paysan d’Ukraine                                          | 2 273 788 | 8,56  |   | 29  | 6   | 35  | 2   |  |  |
|                           | Parti des Verts d'Ukraine | 1 444 264 | 5,44  |   | 19  | 0   | 19  | 19  |  |  |
|                           | Parti démocratique populaire                                                                                                   | 1 331 460 | 5,01  |   | 17  | 10  | 27  | Nv. |  |  |
|                           | Hromada | 1 242 235 | 4,68  |   | 16  | 7   | 23  | Nv. |  |  |
|                           | Parti socialiste progressiste d'Ukraine                                                                                        | 1 075 118 | 4,05  |   | 14  | 3   | 17  | Nv. |  |  |
|                           | Parti social-démocrate d'Ukraine (unifié)                                                                                      | 1 066 113 | 4,01  |   | 14  | 3   | 17  |     |  |  |
|                           | Parti populaire | 978 330   | 3,68  |   | 0   | 7   | 7   | Nv. |  |  |
|                           | Parti des réformes et de l'ordre                                                                                               | 832 574   | 3,13  |   | 0   | 4   | 4   | Nv. |  |  |
|                           | Bloc électoral des partis travaillistes ukrainiens * Congrès civil de l'Ukraine * Parti ukrainien de la justice                | 813 326   | 3,06  |   | 0   | 1   | 1   |     |  |  |
|                           | Front national * Congrès des nationalistes ukrainiens * Parti républicain conservateur ukrainien * Parti républicain ukrainien | 721 966   | 2,72  |   | 0   | 7   | 7   |     |  |  |
|                           | Indépendants |           |       |   | 0   | 105 | 105 | 65  |  |  |
|                           | Autres |           |       |   | 0   | 15  | 15  |     |  |  |
|                           | |           |       |   |     |     |     |     |  |  |
|                           | Sièges non pourvus |           |       |   |     |     |     |     |  |  |
|                           | |           |       |   |     |     |     |     |  |  |
| Suffrages exprimés        | |           |       |   |     |     |     |     |  |  |
| Votes blancs et invalides | |           |       |   |     |     |     |     |  |  |
| Total                     | Total |           | 100   | - | 225 | 220 | 445 |     |  |  |
| Abstentions               | |           |       |   |     |     |     |     |  |  |
| Inscrits / participation  | |           |       |   |     |     |     |     |  |  |